# أندي بيلمونت
أندي بيلمونت (بالإنجليزية: Andy Belmont)‏ هو مالك فريق ناسكار ‏ أمريكي، ولد في 20 نوفمبر 1957 في لانغهورن في الولايات المتحدة.

## وصلات خارجية
- الموقع الرسمي
- أندي بيلمونت على موقع Racing-Reference.info (الإنجليزية)